# Trachyoribates florens
Trachyoribates florens är en kvalsterart som först beskrevs av Balogh 1970.  Trachyoribates florens ingår i släktet Trachyoribates och familjen Haplozetidae. Inga underarter finns listade i Catalogue of Life.